# Bartha Albert
Nagyborosnyói Bartha Albert (Kolozsvár, 1877. augusztus 12. – New York, 1960. december 2.)  magyar katonatiszt, politikus, honvédelmi miniszter (előbb a Bánságé, majd Magyarországé).

## Életpályája
A kolozsvári Magyar Királyi Gazdasági Tanintézet elvégzése után Budapesten a Honvéd Ludovika Akadémiát is elvégezte. Ezután Bécsben elvégezte a hadiiskolát is. A Bécsi Hadi Iskolában tanított 1906–1910 között.

### Katonai pályafutása
1901-ben részt vett a dél-afrikai angol-búr háborúban. Az első világháború alatt 1917-től a balkáni 11. hadsereg vezérkari főnöke, majd az erdélyi 2. hadsereg vezérkari főnöke volt. 1918-ban Temesváron teljesített szolgálatot, s neki kellett a Bánság ellen várhatóan bekövetkező szerb-francia támadást meggátolni, ami Szerbiának a térségre vonatkozó igényeit elégítette volna ki. Rövidesen a szerb egyesülést ellenző vezetők kikiáltották a Bánáti Köztársaságot, amelynek fegyveres erejét továbbra is Bartha irányította, és a honvédelmi ügyek intézésével Róth Ottó, a köztársaság elnöke őt bízta meg. A rövidesen bekövetkező szerb-francia együttes támadást Bartha kis létszámú és gyengén felszerelt csapatai nem tudták feltartóztatni, így az állam megsemmisült. A trianoni békekötés után Bartha az új Nemzeti Hadseregben tevékenykedett tovább.
1944-ben, a szovjet Vörös Hadsereg megérkeztekor már legyengült, beteg volt, az ostrom során egy bombarepesz megsértette bal szemét. 1945. október 1-jén vezérezredesi rangot kapott. Tombor Jenő halála után, 1946. augusztus 21-én honvédelmi miniszterré nevezik ki, mely tisztséget 7 hónapig, 1947. március 14-éig viselte, meglehetősen korlátozott hatáskörrel. 1949-ben Farkas Mihály minisztersége alatt elvették rendfokozatát.
2005-ben a Honvédelmi Minisztérium rehabilitációs bizottsága a több évtizede Bécsben élő Haas György író és újságíró 2003-as kezdeményezésének eleget téve posztumusz visszaadta Bartha Albert vezérezredesi rendfokozatát.

### Politikai pályafutása
Az őszirózsás forradalom után előbb a Bánát kormánybiztosa volt, majd 1918. november 9. és december 12. között a Károlyi Mihály-kormány hadügyminisztere.
Gyökeresen szakított elődje pacifista politikájával, kiáltványt adott ki a adott ki a magyar határok védelméről, megkezdte az ország számára akkor engedélyezett létszámú hadsereg szervezését (november végére mintegy 30 ezer főt sikerült besoroznia), s megpróbálta fenntartani a bomlófélben lévő egységek fegyelmét. Szakály Sándor hadtörténész szerint „Legfőbb érdeme, hogy felismerte a katonai kiszolgáltatottságot, és kijelentette, hogy az országot minden támadás ellen meg kell védeni”. 
A Katonatanáccsal azonban szembekerült, és lemondani kényszerült. A Tanácsköztársaság alatt bebörtönözték, majd ennek bukása után kizárták a hadseregből. A Horthy-korszak idején „minden vád alól” felmentették, és 1930-tól kezdve miniszteri nyugdíjat is kapott.
1922-ben alapító tagja volt a Függetlenségi 48-as és Kossuth Pártnak, melynek 1925–1944 között vezetői közé tartozott. 1922–1925 között Törökországban teljesített katonai diplomáciai megbízatást. Fontosabb szerepet csak akkor játszott ismét, amikor a második világháború alatt bekapcsolódott a polgári ellenállási mozgalomba. 1943 nyarán a széthulló Országos Kossuth Párt folytatásaként megalapította a Független Magyar Polgári Pártot, melynek elnöke is lett, s 1943. augusztus 5-én csatlakozott a kisgazda-szociáldemokrata koalícióhoz. 1945. február elején pedig pártját beolvasztotta a Független Kisgazdapártba, melynek színeiben 1945–1947 között nemzetgyűlési képviselő volt.
Egy ideig ő látta el a hadsereg igazoló eljárásaiban részt vevő, illetve a Kisgazdapárt katonapolitikáját koordináló Véderő Bizottság elnöki tisztét. Tombor Jenő halála után, 1946. augusztus 21-én honvédelmi miniszterré nevezték ki, mely tisztséget 7 hónapig, 1947. március 14-éig viselte, meglehetősen korlátozott hatáskörrel. Szakály Sándor hadtörténész szerint akkoriban „jóformán még egy főhadnagyot sem nevezhetett ki a honvédelmi miniszter a szovjetek vagy a Katonapolitikai Osztályt vezető Pálffy György beleegyezése nélkül”.
1947 márciusában a kommunisták egyre erősödő nyomására mondott le hivataláról, de csak a „fordulat éve”, 1948 végén emigrált. A Mindszenty József hercegprímás letartóztatását követő napon – emlékiratai szerint úgy tudta, a főpappal közös perben szándékoznak vele is leszámolni – feleségével Sopron közelében átszökött a vasfüggöny egy (erdőirtás miatt) szabadon hagyott résén.
1949–1956 között a Magyar Nemzeti Bizottmány tagja volt. Mivel kommunista szimpátiával vádolták, nem kapott azonnal menedékjogot az USA-ban, ezért először Belgiumban élt és utána Venezuelában, de később megadták neki a bevándorlási engedélyt, és haláláig az Amerikai Egyesült Államokban lakott. Családja és leszármazottai a dél-amerikai országban élnek mai napig.

## Fontosabb művei
- Az aradi 13 vértanú pörének és kivégzésének hiteles története (1930)
- A lég- és gázvédelem kézikönyve; Budai Bernwaller Ny., Bp., 1938 (Közérdekű könyvek)
- Kétszer szemben a kommunizmussal